# Örsundsbro
Örsundsbro – miejscowość (tätort) w Szwecji, w regionie administracyjnym (län) Uppsala, w gminie Enköping.
Według danych Szwedzkiego Urzędu Statystycznego liczba ludności wyniosła: 1302 (31 grudnia 2015), 1384 (31 grudnia 2018) i 1386 (31 grudnia 2019).